# Mörkröd alguldmal
Mörkröd alguldmal (Phyllonorycter klemannellus) är en fjärilsart som först beskrevs av J.C. Fabricius 1781.  Mörkröd alguldmal ingår i släktet guldmalar, och familjen styltmalar. Arten är reproducerande i Sverige.